# Не надајте се да ћете се решити књига
Не надајте се да ћете се решити књига (фр. N'espérez pas vous débarrasser des livres) је књига разговора Жан-Клод Каријера (фр. Jean-Claude Carrière) (1931) и Умберта Ека (итал. Umberto Eco) (1932-2016). Разговоре је водио Жан-Филип де Тонак (фр. Jean-Philippe de Tonnac). Књига је објављена 2009. године. Српско издање објавила је издавачка кућа "Градац" 2011. године у преводу Миодрага Марковића.

## О ауторима
- Умберто Еко је био италијански писац, филозоф, есејист и лингвиста. Рођен је у Алесандрији 1932. године. Био је редовни професор семиотике на Универзитету у Болоњи.[3] Умро је 2016. године.[4]

- Жан-Клод Каријер, француски писац, драматург и сценариста, рођен је 1931. године у Коломбијер-сир-Орбу у Француској. [5]

- Жан-Филип де Тонак је есејиста, уредник, новинар и предавач.[6]

## О књизи
Почетком двадесет првог века Жак-Клод Каријер и Умберто Еко водили су разговор о томе како наше доба улази у једну нову еру, еру визуелне доминације као резултат убрзаног технолошког развитка.
Разговор који су водили имао је за циљ да одговоре на једно кључно питање: како ће тај технолошки и информациони бум утицати на књигу и да ли ће она опстати.
Разговор двојице саговорника је касније објављен као књига. 
Обојица су дали све од себе да одбране књигу за за дигиталну цивилизацију која је на помолу. 
Разговор двојице заљубљеника у књигу препун је анегдотама, занимљивим запажањима и досеткама. Разговор зрачи оптимизмом. Када се чини да књига у време информатичке револуције губи на актуелности, истичу да ипак опстаје. Еко истиче да је књига савршен изум и да не може бити бољи него што јесте. Даље обојица износе добре стране информатичке револуције. У обиљу информација нужан је одабир. На крају књиге, разговора, аутори не нуде готове одговоре.